# 昂勒济
昂勒济（法語：Anlezy，法語發音：[ɑ̃lzi]）是法国涅夫勒省的一个市镇，属于讷韦尔区。

## 地理
昂勒济（46°57'25"N, 3°30'21"E）面积21.13 平方千米，位于法国勃艮第-弗朗什-孔泰大區涅夫勒省，该省份为法国中部省份，北至约讷省，西北接卢瓦雷省，西接谢尔省，南至阿列省，东南接索恩-卢瓦尔省，东临科多尔省。
与昂勒济接壤的市镇（或旧市镇、城区）包括：弗拉奈-勒尼、维尔朗吉、锡兹利、费尔特雷沃、圣伯南达济。

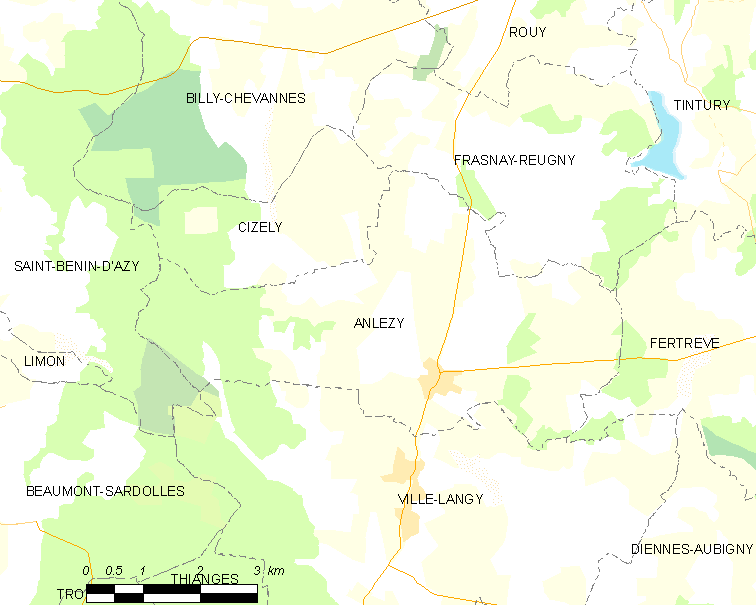
昂勒济的OSM定位图

昂勒济的时区为UTC+01:00、UTC+02:00（夏令时）。

## 行政
昂勒济的邮政编码为58270，INSEE市镇编码为58006。

## 政治
昂勒济所属的省级选区为盖里尼县。

## 人口

1962-2008年间昂勒济人口变化图示

昂勒济于2022年1月1日时的人口数量为241人。